# Павел (Гальковский)
Митрополит Па́вел (в миру Па́вел Миха́йлович Галько́вский; 9 [21] января 1864, местечко Усвят, Витебская губерния — 28 ноября 1937) — епископ Русской православной церкви, митрополит Иваново-Вознесенский.

## Биография
Происходил из духовного сословия. Окончил Витебское духовное училище (1879) и Витебскую духовную семинарию (1885). Состоял в браке, имел дочь.
По данным митрополита Мануила (Лемешевского), 15 августа 1888 он был пострижен в монашество и 30 августа того же года возведён в сан иеромонаха. Был настоятелем Петровского монастыря в сане архимандрита.
Однако из материалов следственного дела следует, что его дочь родилась в 1894. В 1910 о. Павел Гальковский участвовал в перенесении мощей св. Евфросинии Полоцкой как настоятель Воскресенской (в Заручевье) церкви г. Витебска.
В 1914—1918 — настоятель Николаевского кафедрального собора Витебска.
Придерживался крайне правых политических взглядов, был председателем губернского отделения Союза русского народа. Осенью 1909 года направил приветственную телеграмму в адрес монархического съезда, организованного в Москве протоиереем Иоанном Восторговым. В ноябре 1915 года участвовал в работе Петроградского совещания монархистов.
В сентябре 1918 года был арестован, находился в заключении в Витебске, а затем в Москве. В 1919—1921 годах — духовник на Афонском подворье в Москве.

## Архиерей
С 5 июля 1921 — епископ Бузулукский, викарий Самарской епархии. С 1921 по 15 сентября 1923 года временно управлял Самарской епархией.
В 1924 году осуждён за «антисоветскую деятельность». Находился в заключении в Таганской тюрьме Москвы, в марте 1924 выслан на три года в Красноводск, в апреле — октябре 1927 года находился в ссылке в Казани. После признания им нового курса Патриархии, провозглашённого в Декларации митрополита Сергия (Страгородского) от 29 июля 1927, получил возможность вернуться к церковному служению.
С 15 сентября 1927 по 31 октября 1929 года — епископ Егорьевский, викарий Рязанской епархии.
С 14 февраля по март 1928 года — временно управляющий Воронежской епархией.
С 31 декабря 1928 года — временно управляющий Владимирской епархией.
С 31 октября 1929 года — епископ Иваново-Вознесенский.
9 апреля 1930 года возведён в сан архиепископа.
С зимней сессии Временного Патриаршего Священного Синода 1931 года включен в число постоянных его членов.
1 февраля 1933 года решением Временного Патриаршего Священного Синода в связи с переименованием Иваново-Вознесенска в Иваново и Иваново-Вознесенской области в Ивановскую область титул изменён на «Ивановский».
26 мая 1934 года направил Заместителю Патриаршего Местоблюстителя митрополиту Сергию (Страгородскому) рапорт, в котором поздравлял его с возведением в достоинство митрополита Московского и Коломенского
В 1935 году возведён в сан митрополита.

## Арест, ссылка, гибель
8 марта 1936 года арестован за «возглавление контрреволюционной группы, деятельность которой выражалась в устройстве антисоветских сборищ, хранении и распространении книги „Протоколы сионских мудрецов“, насаждении тайного монашества и др.». Недовольство властей вызвал, в частности, тот факт, что в 1934—1935 годах владыка Павел принял в епархию около десяти духовных лиц, вернувшихся из ссылки.
Во время допросов отвечал следователям с достоинством. 21 июня 1936 года по приговору Особого совещания был выслан в Казахстан. В ссылке вновь был арестован. 28 ноября 1937 года расстрелян.